# Rafał Łysak
Rafał Łysak (ur. 19 czerwca 1989 w  Gorzowie Wielkopolskim) – polski reżyser filmowy.

## Życiorys
Ukończył studia na Wydziale Aktorskim Szkoły Filmowej w Łodzi (2015) oraz trzy kursy w Szkole Wajdy (reżyserii dokumentalnej, fabularnej oraz scenariopisarstwa), a także Kurs Pisania Scenariusza i Dramatu w IBL PAN w Warszawie. Debiutował filmem dokumentalnym „Miłość bezwarunkowa” (2018). Jury Krakowskiego Festiwalu Filmowego nagrodziło go za to dzieło Złotym Lajkonikiem. W uzasadnieniu napisano, że jest to opowieść o intymnej rzeczywistości ludzi różnych pokoleń, która wymyka się stereotypowym osądom. Świat widziany z tak bliska potrafi być tolerancyjny, bo miłość jest bezwarunkowa. W 2016 otrzymał też nagrodę Stowarzyszenia Filmowców Polskich za projekt filmu "Miłość bezwarunkowa" na Doc Lab Poland, podczas 56. Krakowskiego Festiwalu Filmowego. Za sam film otrzymał również nagrodę publiczności w Konkursie Głównym Gdańsk DocFilm Festival "Godność i Praca" (2019), nagrodę za najlepszy krótki metraż, nagrodę publiczności oraz nagrodę jury ekumenicznego  na Międzynarodowym Festiwalu Filmowym "Mołodist" w Kijowie (2019), "Złoty Zamek" na Międzynarodowym Festiwalu Filmowym "Off Cinema" w Poznaniu (2019), nagrodę dla najlepszego filmu dokumentalnego na Nyskim Festiwalu Filmowym w Żytawie (2019), Nagrodę Polskiego Kina Niezależnego im. Jana Machulskiego w kategorii najlepszy film dokumentalny (2020) oraz inne nagrody. W 2023 roku zrealizował film "Bijące serce Warszawy", który opowiada historię nietuzinkowego muzyka, który wystukuje rytmy na różnych meblach w centrum Warszawy oraz jego sióstr. Film jest emitowany przez Telewizję Polską, jest również dostępny na TVP VOD. W 2024 roku został laureatem Stypendium Młoda Polska przyznawanego przez Narodowe Centrum Kultury, które otrzymał na realizację krótkometrażowego filmu dokumentalnego "Casting". W tym samym roku ukończył film "Dwa papierosy", w którym spotyka się z chłopakiem, który kilkanaście lat temu zamordował jego ojca. Zrealizował również kilka krótkometrażowych filmów fabularnych.  

## Filmografia
- Dwa papierosy (2024)[11] - film dokumenatlny
- Casting (2024)[12] - film dokumentalny
- Bijące serce Warszawy (2023) [13]- film dokumentalny,
- Selftape (2023) - fabularny film krótkometrażowy,
- Eleuteria (2023)  – fabularny film krótkometrażowy,
- Myślę, więc… (2022)  – fabularny film krótkometrażowy,
- Szczury (2022)  – fabularny film krótkometrażowy,
- Pocałunek (2018) – fabularny film krótkometrażowy,
- Miłość bezwarunkowa (2018) – film dokumentalny[4].